# Ronde van Italië voor vrouwen 2006
De Ronde van Italië voor vrouwen 2006 (Italiaans: Giro Donne 2006) werd verreden van vrijdag 30 juni tot en met zondag 9 juli in Italië. Het was de 17e editie van de rittenkoers. De ronde telde tien etappes, inclusief de tijdritproloog op de eerste dag.
De ronde werd gewonnen door de Litouwse Edita Pučinskaitė, die de laatste etappe won en daarmee de roze trui op de laatste dag overnam van de Zwitserse titelverdedigster Nicole Brändli. De Zwitserse werd daardoor tweede in het eindklassement en de Zweedse Susanne Ljungskog vervolledigde het podium. De beste Belgische en Nederlandse  werden Sofie Goor en Loes Gunnewijk met een respectievelijke 12e en 14e plaats in het eindklassement.

## Deelnemende ploegen
In totaal deden er 17 ploegen mee aan de Giro Donne 2006, waarvan 15 UCI-vrouwenploegen en 2 landenteams. In totaal kwamen er 134 rensters aan de start.
| UCI Woman                              | UCI Woman                             | Nationale teams |
| -------------------------------------- | ------------------------------------- | --------------- |
| Equipe Nürnberger Versicherung (NUR)   | Top Girls Fassa Bortolo (TOG)         | Australië (AUS) |
| Buitenpoort-Flexpoint (BFL)            | Bizkaia-Panda Software-Durango (BPD)  | Spanje (ESP)    |
| Bigla Cycling Team (BCT)               | Saccarelli-Emu-Marsciano (SEM)        |                 |
| Nobili Rubinett.-Menikini-Cogeas (NMC) | Vlaanderen-Caprisonne-T Interim (VLL) |                 |
| Colnago-Fenixs (FEN)                   | Chirio-Forno d'Asolo (USC)            |                 |
| Team FRW (FRW)                         | Michela Fanini-Record-Rox (MIC)       |                 |
| Team Bianchi-Aliverti-Kookai (ALI)     | Giant Pro Cycling (GPC)               |                 |
| Safi-Pasta Zara-Manhattan (SAF)        |                                       |                 |

## Etappe-overzicht
| Etappe | Datum   | Start – Finish                    | Afstand          | Winnaar           | klassementsleider |
| ------ | ------- | --------------------------------- | ---------------- | ----------------- | ----------------- |
| Prol.  | 30 juni | Formello (ITT)                    | 5,2 km           | Nicole Brändli    | Nicole Brändli    |
| 1e     | 1 juli  | Formello – Formello               | 115,0 km         | Regina Schleicher | Nicole Brändli    |
| 2e     | 2 juli  | San Martino al Cimino – Marsciano | 130,0 km         | Olga Sljoesarjova | Nicole Brändli    |
| 3e     | 3 juli  | Orvieto – Arezzo                  | 130,0 km         | Olga Sljoesarjova | Olga Sljoesarjova |
| 4e     | 4 juli  | Pescia – Pescia                   | 92,0 km          | Marta Vilajosana  | Olga Sljoesarjova |
| 5e     | 5 juli  | Serravalle Scrivia – Novi Ligure  | 73,0 km          | Olga Sljoesarjova | Olga Sljoesarjova |
| 6e     | 6 juli  | Santuario di Vicoforte – Mondovì  | 100,00 km        | Susanne Ljungskog | Nicole Brändli    |
| 7e     | 7 juli  | Cuneo – Fossano                   | 90,0 km          | Oenone Wood       | Nicole Brändli    |
| 8e     | 8 juli  | Abbiategrasso – Abbiategrasso     | 88,0 km          | Regina Schleicher | Nicole Brändli    |
| 9e     | 9 juli  | Erba – Magreglio                  | 71,0 km          | Edita Pučinskaitė | Edita Pučinskaitė |
|        |         |                                   | Totaal: 894,2 km |                   |                   |

## Eindklassementen

### Algemeen klassement
| Plaats    | Naam                | Ploeg                            | Tijd      |
| --------- | ------------------- | -------------------------------- | --------- |
| Roze trui | Edita Pučinskaitė   | Nobili Rubinett.-Menikini-Cogeas | 22u36'25" |
| 2         | Nicole Brändli      | Bigla Cycling Team               | +00' 11"  |
| 3         | Susanne Ljungskog   | Buitenpoort-Flexpoint            | +00' 13"  |
| 4         | Svetlana Bubnenkova | Colnago-Fenixs                   | +00' 35"  |
| 5         | Olga Sljoesarjova   | Colnago-Fenixs                   | +00' 39"  |
| 6         | Fabiana Luperini    | Top Girls Fassa Bortolo          | +00' 53"  |
| 7         | Tatiana Guderzo     | Top Girls Fassa Bortolo          | +01' 07"  |
| 8         | Monia Baccaille     | SEM                              | +01' 34"  |
| 9         | Noemi Cantele       | Bigla Cycling Team               | +01' 36"  |
| 10        | Eneritz Iturriaga   | Top Girls Fassa Bortolo          | +01' 59"  |

### Puntenklassement
| Plaats      | Naam              | Ploeg                 | Punten |
| ----------- | ----------------- | --------------------- | ------ |
| Paarse trui | Susanne Ljungskog | Buitenpoort-Flexpoint | 62     |
| 2           | Olga Sljoesarjova | Colnago-Fenixs        | 61     |
| 3           | Nicole Brändli    | Bigla Cycling Team    | 60     |

### Bergklassement
| Plaats      | Naam                | Ploeg                            | Punten |
| ----------- | ------------------- | -------------------------------- | ------ |
| Groene trui | Edita Pučinskaitė   | Nobili Rubinett.-Menikini-Cogeas | 14     |
| 2           | Svetlana Bubnenkova | Colnago-Fenixs                   | 12     |
| 3           | Nicole Brändli      | Bigla Cycling Team               | 10     |

### Sprintklassement
| Plaats      | Naam              | Ploeg                 | Punten |
| ----------- | ----------------- | --------------------- | ------ |
| Blauwe trui | Olga Sljoesarjova | Colnago-Fenixs        | 36     |
| 2           | Monica Moller     | Bigla Cycling Team    | 19     |
| 3           | Susanne Ljungskog | Buitenpoort-Flexpoint | 14     |

### Ploegenklassement
| Plaats | Ploeg                   | Tijd      |
| ------ | ----------------------- | --------- |
|        | Top Girls Fassa Bortolo | 67u53'09" |
| 2      | Bigla Cycling Team      | +01' 01"  |
| 3      | Buitenpoort-Flexpoint   | +01' 47"  |